# Кен Фрост (велогонщик)
Кен Фрост (дан. Ken Frost, 15 лютого 1967) — данський велогонщик.
Бронзовий призер Олімпійських Ігор 1992 року в командній гонці переслідування, учасник 1988 року.